# Felix II. von Metz
Felix II. von Metz (* im 7. Jahrhundert; † 22. Dezember 716 in Metz) war von 715 bis 716 Bischof von Metz.

## Leben
Über das Leben von Felix II. ist kaum etwas bekannt. Dem langobardischen Geschichtsschreiber Paulus Diaconus zufolge trat er wie sein Vorgänger Aptatus als guter Hirte der ihm anvertrauten Herde des Herrn hervor und ist nach nur neunmonatiger Amtszeit als Bischof von Metz am 22. Dezember gestorben.
Felix II. von Metz wird in der römisch-katholischen Kirche als Heiliger verehrt, sein Gedenktag wird am 22. Dezember gefeiert.